# R4M火箭炮
R4M火箭炮 (德語：Rakete, 4Kilogramm, Minenkopf)，亦稱颶風 (德語：Orkan)，原因為其發射時會發出獨特的煙霧軌跡。R4M火箭炮主要用作空對空武器（空對空火箭），但亦有用於對地面目標。它由納粹德國空軍於第二次世界大戰期間發明。

## 發展
R4M火箭炮主要是用來當作空軍的反轟炸機武器。Bf 109戰鬥機原先装备20公釐MG151/20機砲，在空战中占有优势，但对盟军四引擎重型轟炸機则显得威力不足，因此帝国航空部下令开发更有效的制空武器。
R4M火箭細小的體積使其能紧贴安裝於Fw 190戰鬥機或Me 262戰鬥機的機翼下方。測試發現，虽然命中一枚即可擊落一架典型四引擎轟炸機，但在实战中，1000米距离上平均需要射擊20枚才有可能命中1枚。
同期Bf 109戰鬥機和Fw 190戰鬥機也改装30公釐MK-108航空機炮，這款新機炮平均命中三炮高爆弹也能擊落一架轟炸機。然而，MK108機炮比較重及其使用較重的彈藥，一般戰機只能攜帶兩支機炮和極有限的彈藥；更糟糕的是，其低初速使其只有極短的射程和極端的曲率：1000米內超過41米，當戰機夠接近（约400米）而能開火時，它自己亦已進入轟炸機機槍的射程。
因此Bf 109戰鬥機和Fw 190戰鬥機亦有改装威力更大的MK 103航空機炮，有更高的初速和射程，但同時大幅增加了重量、體積，自重超过MK 108的2倍，巨大的后座力使其只能安装1门，且射速被限定在只有380-420RPM，即单炮只有单MK 108機炮600-650 RPM的六成，更只有双MK 108配置的30%，对轰炸机更有效但无法兼顾空战对轻量和高射速的需要。
之後，空軍又改裝了21公分42年式噴煙者，即Werfer-Granate21火箭發射器，並將安裝於Fw 190戰鬥機、Bf 109戰鬥機及Bf 110戰鬥機之上。Werfer-Granate21火箭發射器用於打破美國空軍的密集陣型。例如在戰鬥箱陣型中，盟軍大量轟炸機聚在一起，其機槍互相提供火力支援，而Werfer-Granate21火箭炮能於其機槍射程外就開火。在翼下安裝的發射管相對於水平通常會有約15度的上揚，以抵抗彈頭在飛行中遇到的阻力問題，但這种为陆战设计的大口径火箭又會造成戰機本身的阻力。其較低的初速意味着彈道會有極大幅弧度，因而難以準確瞄準目標。
最後MK-108航空機炮作为优选获胜，并在德国空军各式战机上大量使用。MK 103航空機炮和R4M火箭炮作为次选在特定场合使用。部分战机如Fw 190戰鬥機和Me 262戰鬥機将翼下的2门MK 108换装为2座12联装的該小口徑火箭發射管，在接近盟军轰炸机600-1000米时先在0.2秒内利用24支火箭的爆发火力进行首轮攻击，然后逼近至400米以内使用发动机同轴的1支30毫米的MK 108炮和其它2至4支MG151/20機砲继续攻击轰炸机，或转入与敌方战斗机缠斗。
火箭使用小直徑的固體燃料火箭發動機來推進一個類似火炮外殼的彈頭。雖然每一枚火箭都比以前的重，但由於去除了開火裝置，其整體重量大減。兩者之間的重量相異相當大，以致即使後來使用了更大的彈頭、更多的燃料，總重量亦比原先的輕。防空版本的R4M火箭炮使用了一個55毫米的彈頭，內含黑索金520克（17.6盎司），幾乎保證能一擊擊落。每個R4M火箭炮重達3.2公斤，內含充足燃料，使戰機能在1000米的範圍外就開火，即能在轟炸機的防禦機槍射程外發射。火箭的主體由一個簡單的鋼管所組成，鋼管有一些翻轉出來的穩定翼，使其能自旋穩定。一組R4M火箭炮的通常由兩邊，每邊12枚火箭所組成。24枚R4M火箭炮發射時，將於1公里外30米乘15米的空間中爆炸，幾乎可以肯定目標一定會被擊中。R4M火箭炮通常於600米左右分四次（每次6枚）發射，每次只相隔0.07秒。其射速約為1,890公里每小時（1,175英里每小時），超過Werfer-Granate21火箭炮射速近六成。德軍有兩種R4M火箭炮彈頭：通常的PB-3型作防空之用，內含0.4公斤炸藥；另一款則是破甲彈，其構造類似坦克殺手（Panzerschreck），名為Panzerblitz II（簡稱PB-2），作反坦克之用。

## 行動

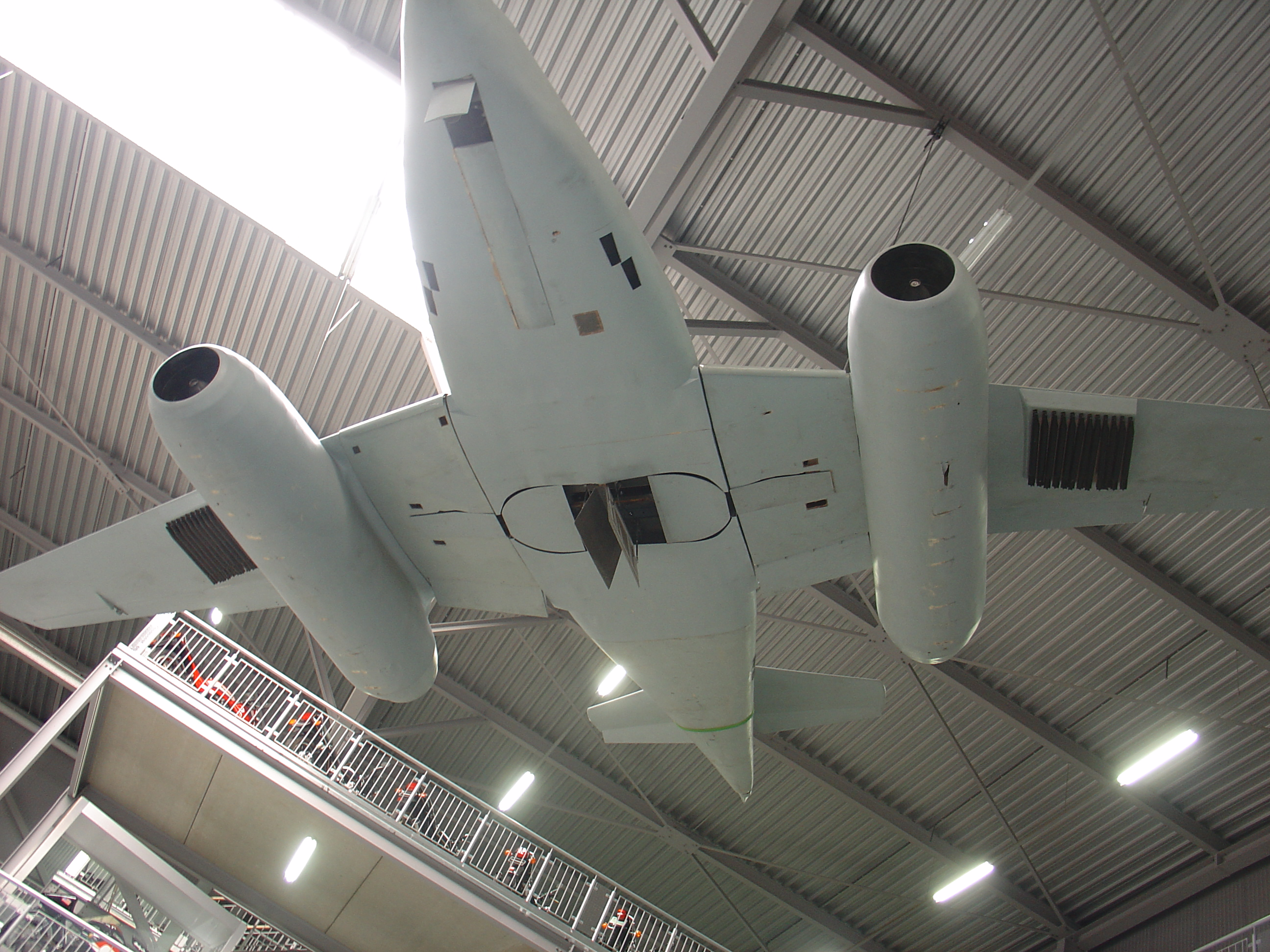
施派爾科技博物館中的Me 262戰鬥機及其R4M火箭炮發射器

只有少數的飛機裝有R4M火箭炮發射器，主要是Me 262戰鬥機和地面攻擊機Fw 190戰鬥機，其通常安裝在機翼下的小木架中。
駕駛員於使用時發現R4M火箭炮的彈道與30公釐MK-108機炮頗為相似，因此原本標準型 Revi16B瞄準器可以繼續使用。

## 外部圖片
- https://web.archive.org/web/20120114230647/http://www.stormbirds.net/tech_r4m_rocket.htm
- http://home.att.net/~jv44/r4m.htm（页面存档备份，存于）